# Hannah Peak
Hannah Peak (in lingua inglese: Picco Hannah) è un aguzzo picco roccioso antartico, alto 1.100 m, situato 4 km a nord-nordest del Walker Peak, all'estremità sudoccidentale del Dufek Massif nei Monti Pensacola, in Antartide. 
Il picco è stato mappato dall'United States Geological Survey (USGS) sulla base di rilevazioni e foto aeree scattate dalla U.S. Navy nel periodo 1956-66.
La denominazione è stata assegnata dall'Advisory Committee on Antarctic Names (US-ACAN) in onore di James L. Hannah, elettricista che faceva parte del gruppo che trascorse l'inverno del 1957 alla Stazione Ellsworth e l'inverno del 1961 alla Base McMurdo.